# Peratophyga trigonata
Peratophyga trigonata là một loài bướm đêm trong họ Geometridae.